# Liga de Tailandia 2023-24
La Liga de Tailandia 2023-24 fue la 27.ª temporada de la Liga de Tailandia, la más importante liga profesional tailandesa de clubes de fútbol, desde su creación en 1996, también conocida como Hilux Revo Thai League debido al acuerdo de patrocinio con Toyota. Un total de 16 equipos compitieron en la liga. La temporada comenzó el 11 de agosto de 2023 y terminó el 26 de mayo de 2024.
El Buriram United fue el campeón defensor, mientras que los ascendidos a la máxima categoría fueron el Nakhon Pathom United, Trat y Uthai Thani.

## Equipos participantes
| Club                 | Ciudad              | Estadio                                   | Capacidad |
| -------------------- | ------------------- | ----------------------------------------- | --------- |
| Bangkok United       | Pathum Thani        | Estadio Thammasat                         | 19 375    |
| BG Pathum United     | Pathum Thani        | Estadio Leo                               | 10 000    |
| Buriram United       | Buriram             | Chang Arena                               | 32 600    |
| Chiangrai United     | Chiang Rai          | Estadio Singha                            | 13 000    |
| Chonburi             | Chon Buri           | Estadio Chonburi                          | 8680      |
| Lamphun Warriors     | Lamphun             | Estadio del 700.º Aniversario             | 25 000    |
| Khon Kaen United     | Khon Kaen           | Estadio Provincial de Khon Kaen           | 7000      |
| Muangthong United    | Nonthaburi          | Estadio Thunderdome                       | 12 500    |
| Nakhon Pathom United | Nakhon Pathom       | Estadio de la Escuela Deportiva Municipal | 6000      |
| Police Tero          | Bangkok             | Estadio Boonyachinda                      | 3550      |
| Port                 | Bangkok             | Estadio PAT                               | 6000      |
| Prachuap             | Prachuap Khiri Khan | Estadio Sam Ao                            | 5000      |
| Ratchaburi           | Ratchaburi          | Estadio Parque Solar Dragón               | 10 000    |
| Sukhothai            | Sukhothai           | Estadio Thung Thalay Luang                | 8000      |
| Trat                 | Trat                | Estadio Provincial de Trat                | 6000      |
| Uthai Thani          | Uthai Thani         | Estadio Provincial de Uthai Thani         | 4477      |

## Desarrollo

### Tabla de posiciones
| Pos. | Equipo               | Pts. | PJ | G  | E  | P  | GF | GC | Dif. | Clasificación 2024-25                      |
| ---- | -------------------- | ---- | -- | -- | -- | -- | -- | -- | ---- | ------------------------------------------ |
| 1    | Buriram United (C)   | 69   | 30 | 20 | 9  | 1  | 70 | 27 | +43  | Fase de liga de la Liga de Campeones Élite |
| 2    | Bangkok United       | 61   | 30 | 17 | 10 | 3  | 58 | 24 | +34  | Play-off de la Liga de Campeones Élite     |
| 3    | Port                 | 57   | 30 | 16 | 9  | 5  | 72 | 37 | +35  | Fase de liga de la Liga de Campeones 2     |
| 4    | BG Pathum United     | 54   | 30 | 15 | 9  | 6  | 59 | 38 | +21  |                                            |
| 5    | Muangthong United    | 52   | 30 | 16 | 4  | 10 | 64 | 45 | +19  | Fase de liga de la Liga de Campeones 2     |
| 6    | Ratchaburi Mitr Phol | 39   | 30 | 11 | 6  | 13 | 39 | 35 | +4   |                                            |
| 7    | Uthai Thani          | 35   | 30 | 9  | 8  | 13 | 39 | 55 | −16  |                                            |
| 8    | Khon Kaen United     | 35   | 30 | 8  | 11 | 11 | 44 | 58 | −14  |                                            |
| 9    | Lamphun Warriors     | 35   | 30 | 9  | 8  | 13 | 45 | 47 | −2   |                                            |
| 10   | PT Prachuap          | 34   | 30 | 8  | 10 | 12 | 33 | 39 | −6   |                                            |
| 11   | Chiangrai United     | 34   | 30 | 8  | 10 | 12 | 31 | 35 | −4   |                                            |
| 12   | Nakhon Pathom United | 33   | 30 | 8  | 9  | 13 | 37 | 53 | −16  |                                            |
| 13   | Sukhothai            | 32   | 30 | 9  | 5  | 16 | 34 | 60 | −26  |                                            |
| 14   | Chonburi (D)         | 30   | 30 | 7  | 9  | 14 | 33 | 52 | −19  | Liga 2 de Tailandia                        |
| 15   | Police Tero (D)      | 28   | 30 | 7  | 7  | 16 | 38 | 67 | −29  | Liga 2 de Tailandia                        |
| 16   | Trat (D)             | 26   | 30 | 6  | 8  | 16 | 40 | 64 | −24  | Liga 2 de Tailandia                        |

 Fuente: Thai League Tables
Notas:
1. ↑  El Muangthong United se clasificó para la Liga de Campeones 2 de la AFC debido a que el Đông Á Thanh Hóa de Vietnam se retiró de la competición y a que el BG Pathum United, equipo asignado para cubrir esa vacante, declinó participar en la competición.'"`UNIQ--ref-00000007-QINU`"'
2. 1 2 3  Puntos en partidos directos: Uthai Thani 8, Khon Kaen United 5, Lamphun Warriors 2.
3. 1 2  Puntos en partidos directos: PT Prachuap 4, Chiangrai United 1.

### Resultados
| Local \ Visitante    | BKU | BGP | BRU | CRU | CBR | KKU | LPW | MTU | NPU | PTR | POR | PTP | RBM | STI | TRA | UTH |
| -------------------- | --- | --- | --- | --- | --- | --- | --- | --- | --- | --- | --- | --- | --- | --- | --- | --- |
| Bangkok United       | —   | 2–0 | 0–1 | 2–1 | 6–0 | 4–0 | 1–1 | 0–0 | 1–1 | 1–1 | 2–2 | 0–0 | 3–1 | 3–0 | 5–0 | 3–0 |
| BG Pathum United     | 2–2 | —   | 1–1 | 2–2 | 1–1 | 3–2 | 3–0 | 5–2 | 1–2 | 4–2 | 1–3 | 0–0 | 2–1 | 7–1 | 3–0 | 2–0 |
| Buriram United       | 3–2 | 0–0 | —   | 2–1 | 2–2 | 8–2 | 3–0 | 3–1 | 4–1 | 6–2 | 1–1 | 1–0 | 0–0 | 4–0 | 4–0 | 4–0 |
| Chiangrai United     | 0–1 | 2–3 | 0–0 | —   | 1–1 | 2–0 | 0–2 | 2–3 | 0–0 | 1–2 | 1–1 | 1–1 | 1–0 | 2–1 | 3–1 | 3–0 |
| Chonburi             | 0–0 | 1–3 | 1–1 | 2–0 | —   | 0–0 | 1–0 | 2–1 | 0–1 | 4–2 | 0–2 | 1–1 | 0–1 | 3–1 | 3–2 | 0–2 |
| Khon Kaen United     | 2–2 | 1–1 | 0–0 | 0–0 | 1–0 | —   | 2–2 | 0–1 | 2–1 | 4–0 | 0–0 | 4–3 | 2–2 | 5–1 | 1–1 | 2–2 |
| Lamphun Warriors     | 0–2 | 2–0 | 1–2 | 2–1 | 2–1 | 2–3 | —   | 3–1 | 2–0 | 1–1 | 2–2 | 2–1 | 1–1 | 1–2 | 5–1 | 1–2 |
| Muangthong United    | 1–2 | 2–0 | 2–2 | 0–1 | 6–0 | 4–0 | 2–1 | —   | 3–1 | 3–1 | 1–3 | 2–1 | 1–1 | 5–0 | 2–0 | 5–2 |
| Nakhon Pathom United | 1–2 | 1–3 | 0–2 | 1–2 | 1–0 | 4–2 | 1–0 | 2–2 | —   | 1–2 | 2–2 | 1–1 | 0–1 | 2–2 | 2–1 | 2–1 |
| Police Tero          | 3–0 | 2–2 | 1–2 | 0–0 | 3–2 | 1–3 | 2–2 | 2–1 | 1–1 | —   | 0–4 | 1–1 | 0–1 | 2–3 | 1–3 | 1–0 |
| Port                 | 0–2 | 2–3 | 4–1 | 1–2 | 2–0 | 6–1 | 3–2 | 4–3 | 6–0 | 3–1 | —   | 3–1 | 3–0 | 1–0 | 1–0 | 3–3 |
| PT Prachuap          | 0–1 | 1–1 | 1–2 | 1–0 | 3–1 | 1–0 | 2–0 | 1–3 | 2–2 | 2–0 | 1–1 | —   | 1–0 | 2–1 | 2–1 | 1–2 |
| Ratchaburi Mitr Phol | 1–2 | 0–1 | 1–4 | 3–0 | 1–2 | 1–0 | 2–0 | 1–2 | 0–1 | 6–1 | 2–2 | 3–0 | —   | 3–1 | 3–1 | 1–0 |
| Sukhothai            | 0–0 | 1–2 | 0–1 | 2–1 | 3–2 | 2–3 | 0–3 | 1–2 | 3–1 | 2–0 | 2–1 | 2–0 | 1–0 | —   | 0–0 | 1–3 |
| Trat                 | 1–2 | 2–1 | 3–4 | 0–0 | 2–2 | 2–2 | 2–2 | 0–1 | 4–3 | 4–2 | 2–1 | 1–0 | 2–2 | 1–1 | —   | 2–3 |
| Uthai Thani          | 1–4 | 0–2 | 0–2 | 1–1 | 1–1 | 2–0 | 2–2 | 4–2 | 1–1 | 0–1 | 1–5 | 2–2 | 1–0 | 0–0 | 3–1 | —   |

## Máximos goleadores
- Actualizado al 26 de mayo de 2024.
| Rank | Jugador             | Club                      | Goles |
| ---- | ------------------- | ------------------------- | ----- |
| 1    | Supachai Chaided    | Buriram United            | 21    |
| 2    | Willen Mota         | Bangkok United            | 20    |
| 3    | Willian Popp        | Muangthong United         | 17    |
| 4    | Guilherme Bissoli   | Buriram United            | 16    |
| 4    | Ricardo Santos      | Uthai Thani               | 16    |
| 6    | Willian Lira        | Chonburi                  | 15    |
| 6    | Teerasak Poeiphimai | Port                      | 15    |
| 8    | Jeong Woo-geun      | Police Tero / PT Prachuap | 14    |
| 9    | Barros Tardeli      | Port                      | 12    |
| 10   | Poramet Arjvirai    | Muangthong United         | 11    |